# Antonio Teodoro Gaetano Gallio Trivulzio
Antonio Teodoro Gaetano Gallio Trivulzio, nato Gaetano Gallio, IV principe della Val Mesolcina (Milano, 20 novembre 1658 – Pavia, 8 dicembre 1705), è stato un nobile italiano.

## Biografia

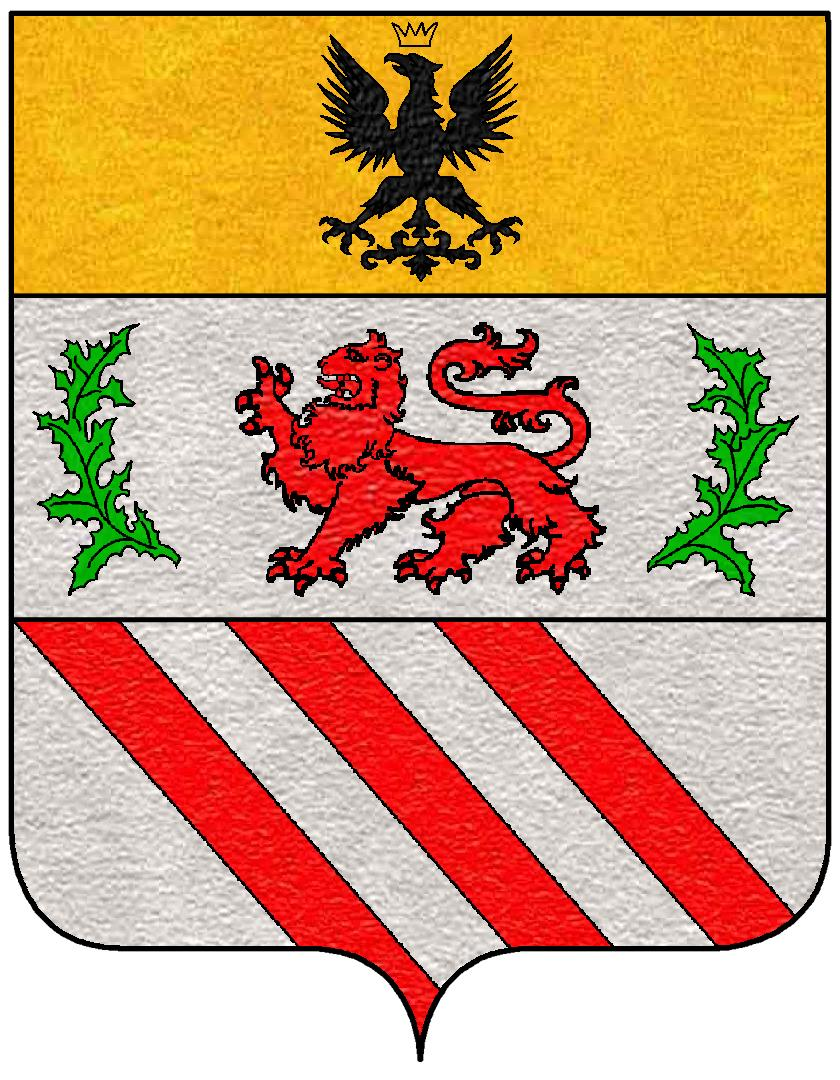
Stemma Gallio

Gaetano Gallio nacque a Milano il 20 novembre 1658, figlio di Tolomeo II Gallio, IV duca di Alvito, e di sua moglie, la nobildonna milanese Ottavia Trivulzio, figlia di Giangiacomo, principe di Musocco e discendente del celebre condottiero. Gaetano era inoltre discendente diretto di papa Paolo III Farnese e dei Grimaldi signori del futuro principato di Monaco. Era imparentato con San Carlo Borromeo ed era cognato di Gregorio Boncompagni, V duca di Sora e principe di Piombino.
Nel 1678, a soli vent'anni, si ritrovò erede universale di suo cugino di primo grado Antonio Teodoro Trivulzio il quale, morto senza eredi, gli lasciò in eredità il titolo di principe della Val Mesolcina e tutti i suoi copiosi possedimenti a patto che questi ne assumesse il cognome e proseguisse la casata. Gaetano assunse, oltre all'arme dei Trivulzio, anche i due nomi del cugino così da cementare ancor di più i suoi diritti di successione. Tutto ciò tuttavia non ingannò le autorità statali, che non gli riconobbero il passaggio di un titolo trasmissibile solo per legge salica, e incamerarono il feudo.
Gaetano, originario con la sua famiglia del comasco, per fortificare ulteriormente la propria posizione nel milanese, sposò una Borromeo, il che portò ulteriore prestigio al proprio casato. Perseguita la carriera politica a Milano, divenne decurione in città nel 1690. Parallelamente intraprese la carriera militare al seguito dell'esercito spagnolo, raggiungendo il grado di generale più in virtù della propria ricchezza personale che per la competenza o l'esperienza sul campo di battaglia. Solo a questo punto il prestigio e le ricchezze accumulate gli permisero di addivenire a un accordo con la Regia Camera, che nel 1691 gli rinfeudò i possedimenti.
Nel suo testamento, redatto nel 1705, diede disposizione che, qualora suo figlio non avesse avuto eredi e di conseguenza la sua casata fosse stata in procinto di estinguersi, tutti i suoi beni fossero da ascriversi ad una "qualche opera pia [...] una Causa pia, che ordino sia in tal caso fondata in Milano da Mons.re Arcivescovo che in quel tempo sarà, la quale però non possa essere applicata alla sua mensa e debba governarsi da quattro Cavalieri, gli quali voglio che siano perpetuamente eletti due dall'Arcivescovo e due dal Senato". In questo gesto, egli certamente ispirò poi il figlio Antonio Tolomeo a fondare col suo testamento il Pio Albergo Trivulzio, tutt'oggi operante nelle opere assistenziali ai bisognosi. Morì a Pavia l'8 dicembre 1705.

## Matrimonio e figli
Sposò a Milano il 27 settembre 1688 Lucrezia Borromeo (27 marzo 1670-18 marzo 1716), figlia di Renato II Borromeo, conte di Arona, e di sua moglie, Giulia Arese, figlia di Bartolomeo, presidente del senato milanese. La coppia ebbe quattro figli:
- Antonio Tolomeo (1692-1767), V principe della Val Mesolcina, sposò nel 1718 Maria Archinto;
- Giustina (3 gennaio 1695-?), monaca clarissa ad Arona;
- Olimpia (1696-1715), sposò nel 1712 Pietro Maria VI Rossi di San Secondo, marchese di San Secondo;
- Antonio Francesco (18 settembre 1700-in tenera età).

## Albero genealogico
|                                                               |                                                      |                                                        | Genitori                                      |  |  | Nonni |  |  | Bisnonni                            |  |  | Trisnonni                    |  |
|                                                               |                                                      |                                                        |                                               |  |  |       |  |  | Tolomeo I Gallio, II duca di Alvito |  |  | Marco Gallio, nobile di Como |  |
|                                                               |                                                      |                                                        |                                               |  |  |       |  |  | Tolomeo I Gallio, II duca di Alvito |  |  | Marco Gallio, nobile di Como |  |
|                                                               |                                                      | Elisabetta Valle                                       |                                               |  |  |       |  |  | Tolomeo I Gallio, II duca di Alvito |  |  |                              |  |
| Francesco I Gallio, III duca di Alvito                        |                                                      |                                                        |                                               |  |  |       |  |  | Tolomeo I Gallio, II duca di Alvito |  |  |                              |  |
|                                                               |                                                      | Partenia Bonelli                                       | Girolamo Bonelli, marchese di Cassano d'Adda  |  |  |       |  |  |                                     |  |  |                              |  |
|                                                               |                                                      | Partenia Bonelli                                       | Girolamo Bonelli, marchese di Cassano d'Adda  |  |  |       |  |  |                                     |  |  |                              |  |
|                                                               |                                                      | Partenia Bonelli                                       | Adamante Peruzzi                              |  |  |       |  |  |                                     |  |  |                              |  |
| Tolomeo II Gallio, IV duca di Alvito                          |                                                      | Partenia Bonelli                                       |                                               |  |  |       |  |  |                                     |  |  |                              |  |
|                                                               |                                                      | Renato I Borromeo, X conte di Arona                    | Giulio Cesare Borromeo, IX conte di Arona     |  |  |       |  |  |                                     |  |  |                              |  |
|                                                               |                                                      | Renato I Borromeo, X conte di Arona                    | Giulio Cesare Borromeo, IX conte di Arona     |  |  |       |  |  |                                     |  |  |                              |  |
|                                                               |                                                      | Renato I Borromeo, X conte di Arona                    | Margherita Trivulzio                          |  |  |       |  |  |                                     |  |  |                              |  |
| Giustina Borromeo                                             |                                                      | Renato I Borromeo, X conte di Arona                    |                                               |  |  |       |  |  |                                     |  |  |                              |  |
|                                                               |                                                      | Ersilia Farnese                                        | Ottavio Farnese, duca di Parma                |  |  |       |  |  |                                     |  |  |                              |  |
|                                                               |                                                      | Ersilia Farnese                                        | Ottavio Farnese, duca di Parma                |  |  |       |  |  |                                     |  |  |                              |  |
|                                                               |                                                      | Ersilia Farnese                                        | …                                             |  |  |       |  |  |                                     |  |  |                              |  |
| Antonio Teodoro Gaetano Gallio Trivulzio                      |                                                      | Ersilia Farnese                                        |                                               |  |  |       |  |  |                                     |  |  |                              |  |
|                                                               | Carlo Emanuele Teodoro Trivulzio, III conte di Melzo | Gian Giacomo Teodoro Trivulzio, signore di Castelzevio |                                               |  |  |       |  |  |                                     |  |  |                              |  |
|                                                               | Carlo Emanuele Teodoro Trivulzio, III conte di Melzo | Gian Giacomo Teodoro Trivulzio, signore di Castelzevio |                                               |  |  |       |  |  |                                     |  |  |                              |  |
|                                                               | Carlo Emanuele Teodoro Trivulzio, III conte di Melzo | Ottavia Marliani                                       |                                               |  |  |       |  |  |                                     |  |  |                              |  |
| Giangiacomo Teodoro Trivulzio, I principe della Val Mesolcina | Carlo Emanuele Teodoro Trivulzio, III conte di Melzo |                                                        |                                               |  |  |       |  |  |                                     |  |  |                              |  |
|                                                               |                                                      | Caterina Gonzaga                                       | Alfonso Gonzaga, signore di Castelgoffredo    |  |  |       |  |  |                                     |  |  |                              |  |
|                                                               |                                                      | Caterina Gonzaga                                       | Alfonso Gonzaga, signore di Castelgoffredo    |  |  |       |  |  |                                     |  |  |                              |  |
|                                                               |                                                      | Caterina Gonzaga                                       | Ippolita Maggi                                |  |  |       |  |  |                                     |  |  |                              |  |
| Ottavia Trivulzio                                             |                                                      | Caterina Gonzaga                                       |                                               |  |  |       |  |  |                                     |  |  |                              |  |
|                                                               |                                                      | Ercole Grimaldi, signore di Monaco                     | Onorato I Grimaldi, signore di Monaco         |  |  |       |  |  |                                     |  |  |                              |  |
|                                                               |                                                      | Ercole Grimaldi, signore di Monaco                     | Onorato I Grimaldi, signore di Monaco         |  |  |       |  |  |                                     |  |  |                              |  |
|                                                               |                                                      | Ercole Grimaldi, signore di Monaco                     | Isabella Grimaldi                             |  |  |       |  |  |                                     |  |  |                              |  |
| Giovanna Maria Grimaldi                                       |                                                      | Ercole Grimaldi, signore di Monaco                     |                                               |  |  |       |  |  |                                     |  |  |                              |  |
|                                                               |                                                      | Maria Landi                                            | Claudio Landi, III principe della Val di Taro |  |  |       |  |  |                                     |  |  |                              |  |
|                                                               |                                                      | Maria Landi                                            | Claudio Landi, III principe della Val di Taro |  |  |       |  |  |                                     |  |  |                              |  |
|                                                               |                                                      | Maria Landi                                            | Juana Fernandez de Cordova                    |  |  |       |  |  |                                     |  |  |                              |  |
|                                                               |                                                      | Maria Landi                                            |                                               |  |  |       |  |  |                                     |  |  |                              |  |